# Sergej Brjuchonenko
Sergej Sergeevič Brjuchonenko, in russo Сергей Сергеевич Брюхоненко?, Sergej Sergeevič Brjuchonenko (Mičurinsk, 30 aprile 1890 – Mosca, 20 aprile 1960), è stato un medico, scienziato e inventore sovietico.
Vissuto nel periodo stalinista, è ricordato specialmente per la costruzione dell'avtožektor (автожектор), una forma primitiva di macchina cuore-polmone. Questo congegno, testato sui cani, riusciva a  svolgere le funzioni cardio-polmonari permettendo la funzione di questi organi  anche al di fuori del corpo.
Nel 1940 egli brevettò il primo avtožektor per gli esseri umani, riuscendo in questo modo a vincere il premio Stalin, una delle più alte onorificenze sovietiche. Divenne il maestro di alcuni dei pionieri della cardiochirurgia russa come  Vladimir Petrovič Demichov e Alexandr Višnevskij, il quale ha eseguito la prima operazione sovietica a cuore aperto nel 1957.
Gli esperimenti di Brjuchonenko possono essere osservati nel documentario Experiments in the Revival of Organisms.